# Indian National Football League 2006-2007
L'Indian National Football League 2006-2007 è stata l'undicesima e ultima edizione della National Football League il campionato professionistico indiano di calcio per club, dalla sua istituzione nel 1996. È iniziato il 5 gennaio 2007 ed è terminato il 19 maggio 2007

## Squadre
| Squadra            | Luogo                | Stadio            |
| ------------------ | -------------------- | ----------------- |
| Air India          | Mumbai               | Cooperage Ground  |
| Churchill Brothers | Goa                  | Fatorda Stadium   |
| Dempo              | Goa                  | Fatorda Stadium   |
| East Bengal        | Kolkata, West Bengal | Salt Lake Stadium |
| Goa                | Goa                  | Fatorda Stadium   |
| H.A.L.             |                      |                   |
| JCT                | New Delhi            | Ambedkar Stadium  |
| Mahindra Utd       | Mumbai               | Cooperage Ground  |
| Mohammedan         |                      |                   |
| Mohun Bagan        | Kolkata              | Salt Lake Stadium |

## Classifica
|                  | Pos. | Squadra            | Pt | G  | V  | N | P  | GF | GS | DR  |
| ---------------- | ---- | ------------------ | -- | -- | -- | - | -- | -- | -- | --- |
| India (bandiera) | 1.   | Dempo              | 36 | 18 | 11 | 3 | 4  | 37 | 21 | +16 |
|                  | 2.   | JCT                | 31 | 18 | 9  | 4 | 5  | 31 | 19 | +12 |
|                  | 3.   | Mahindra Utd       | 30 | 18 | 8  | 6 | 4  | 29 | 14 | +15 |
|                  | 4.   | Churchill Brothers | 29 | 18 | 7  | 8 | 3  | 30 | 23 | +7  |
|                  | 5.   | East Bengal        | 26 | 18 | 7  | 5 | 6  | 29 | 29 | 0   |
|                  | 6.   | Goa                | 25 | 18 | 6  | 7 | 5  | 23 | 19 | +4  |
|                  | 7.   | Air India          | 21 | 18 | 4  | 9 | 5  | 20 | 23 | -3  |
|                  | 8.   | Mohun Bagan        | 21 | 18 | 5  | 6 | 7  | 15 | 21 | -6  |
|                  | 9.   | Mohammedan         | 12 | 18 | 2  | 6 | 10 | 17 | 42 | -25 |
|                  | 10.  | H.A.L.             | 10 | 18 | 2  | 4 | 12 | 12 | 32 | -20 |

Legenda:

      Campione Indian National League e ammessa alla Coppa dell'AFC 2008.
      Ammessa alla Coppa dell'AFC 2008.

      Retrocessa.